# Psilopsiagon aurifrons
Psilopsiagon aurifrons е вид птица от семейство Папагалови (Psittacidae).

## Разпространение
Видът е разпространен в Аржентина, Боливия, Перу и Чили.